# فرانك ليفينغستون كومبز
فرانك ليفينغستون كومبز (بالإنجليزية: Frank Livingstone Combs)‏ هو مدرس وكاتب نيوزيلندي، ولد في 19 يوليو 1882، وتوفي في 31 أغسطس 1960.